# Историјски информисано извођење
Историјски информисано извођење (такође познато као периодско извођење, аутентично извођење или ХИП) је приступ извођењу класичне музике који тежи да буде веран приступу, начину и стилу музичке ере у којој је дело првобитно настало.
Заснива се на два кључна аспекта: примени стилских и техничких аспеката извођења, познатих као извођачка пракса; и употреби периодских инструмената који могу бити репродукције историјских инструмената коришћених у време оригиналне композиције, а који обично имају другачији тембр и темперамент од својих модерних еквивалената. Додатна област проучавања, променљива очекивања слушалаца, све више се истражује.
С обзиром да не постоје звучни записи музике пре касног 19. века, историјски информисано извођење углавном се изводи из музиколошке анализе текстова. Историјски трактати, педагошке књиге, концертне критике, као и додатни историјски докази, користе се за стицање увида у извођачку праксу историјске ере. Постојећи снимци (цилиндри, дискови и репродукујући клавирски ролни) од 1890-их година омогућили су истраживачима романтизма 19. века да стекну јединствено детаљно разумевање овог стила, иако не без значајних преосталих питања. У свим ерама, извођачи ХИП-а обично користе оригиналне изворе (рукописе или факсимиле), или научна или уртекст издања музичке партитуре као основни шаблон, док додатно примењују низ савремених стилских пракси, укључујући ритмичке измене и орнаментацију разних врста.
Историјски информисано извођење углавном се развило у низу западних земаља средином до краја 20. века, што је иронично модернистички одговор на модернистички раскид са ранијим извођачким традицијама. Првобитно се бавио извођењем средњовековне, ренесансне и барокне музике, а сада ХИП обухвата и музику из класичног и романтичног периода. ХИП је био кључни део покрета обнове ране музике у 20. и 21. веку, и почео је да утиче на позоришну сцену, на пример у продукцији барокне опере, где се такође користе историјски информисани приступи глуми и сценографији.
Неки критичари оспоравају методологију ХИП покрета, тврдећи да је његов избор пракси и естетике производ 20. века и да је на крају немогуће знати како су звучала извођења из ранијих времена. Очигледно, што је стил и репертоар старији, то је већа културна дистанца и повећана могућност неразумевања доказа. Из тог разлога, термин „историјски информисан” сада се преферира у односу на „аутентичан”, јер признаје ограничења академског разумевања, уместо да имплицира апсолутну тачност у рекреацији историјског извођачког стила, или још горе, морализаторски тон.

## Рани инструменти
Избор музичких инструмената је важан део принципа историјски информисаног извођења. Музички инструменти су се развијали током времена, а инструменти који су се користили у ранијим периодима историје често се знатно разликују од својих модерних еквивалената. Многи други инструменти су изашли из употребе, замењени новијим алатима за стварање музике. На пример, пре појаве модерне виолине, други гудачки инструменти као што су ребек или виола да гамба били су у уобичајеној употреби. Постојање древних инструмената у музејским збиркама помогло је музиколозима да разумеју како су различит дизајн, штимовање и тон инструмената могли утицати на ранију извођачку праксу.
Осим као истраживачки алат, историјски инструменти имају активну улогу у пракси историјски информисаног извођења. Модерни инструменталисти који теже да рекреирају историјски звук често користе модерне репродукције периодских инструмената (а повремено и оригиналне инструменте) на основу тога да ће то пружити музичко извођење које се сматра историјски верним оригиналном делу, онако како би га оригинални композитор чуо. На пример, модеран музички ансамбл који изводи музику Јохана Себастијана Баха може свирати на репродукцијама барокних виолина уместо на модерним инструментима у покушају да створи звук барокног оркестра из 17. века.
Ово је довело до оживљавања музичких инструмената који су потпуно изашли из употребе, и до поновног разматрања улоге и структуре инструмената који се такође користе у данашњој пракси. Оркестри и ансамбли који су познати по употреби периодских инструмената у извођењима укључују Taverner Consort and Players (под вођством Ендруа Парота), Академија за стару музику (Кристофер Хогвуд), Concentus Musicus Wien (Николаус Арнонкур), The English Concert (Тревор Пинок), Hanover Band (Рој Гудман), Оркестар осамнаестог века (Франс Бриген), Енглески барокни солисти (сер Џон Елиот Гардинер), Musica Antiqua Köln (Рајнхард Гебел), Амстердамски барокни оркестар и хор (Тон Копман), Les Arts Florissants (Вилијам Кристи), Le Concert des Nations (Ђорди Саваљ), La Petite Bande (Сигисвалд Којкен), La Chapelle Royale (Филип Херевеге), Concert de la Loge Olympique (Жилијен Шовен), Аустралијски Бранденбуршки оркестар (Пол Дајер) и Фрајбуршки барокни оркестар (Готфрид фон дер Голц). Како се опсег историјски информисаног извођења проширио на дела романтичне ере, специфичан звук инструмената 19. века све се више препознаје у ХИП покрету, па су се појавили и оркестри са периодским инструментима као што је Гардинеров Orchestre Révolutionnaire et Romantique.

### Чембало
Различити некада застарели клавијатурни инструменти као што су клавикорд и чембало доживели су препород, јер су од посебног значаја за извођење ране музике. Пре него што је еволуција симфонијског оркестра под вођством диригента постала стандард, ренесансни и барокни оркестри су се обично водили са чембала; директор би водио свирајући генералбас, што би пружило стабилну хармонску структуру на којој би остали инструменталисти украшавали своје деонице. Многа верска дела тог доба на сличан начин су користила оргуље, често у комбинацији са чембалом. Историјски информисана извођења често користе ансамблску свирку вођену клавијатуром.
Композитори као што су Франсоа Купрен, Доменико Скарлати, Ђироламо Фрескобалди и Јохан Себастијан Бах писали су за чембало, клавикорд и оргуље. Међу најистакнутијим савременим свирачима чембала су Ралф Керкпатрик, Скот Рос, Алан Кертис, Вилијам Кристи, Кристофер Хогвуд, Роберт Хил, Игор Кипнис, Тон Копман, Боб ван Асперен, Ванда Ландовска, Дејвит Морони, Кенет Гилберт, Густав Леонхарт, Тревор Пинок, Скип Семпе, Андреас Штајер, Колин Тилни и Кристоф Русе.

### Фортепијано
Током друге половине 18. века, чембало је постепено замењен најранијим клавирима. Како је чембало излазило из моде, многи су уништени; заиста, Париски конзерваторијум је озлоглашен по томе што је користио чембала за огрев током Француске револуције и Наполеоновог доба. Иако су се називи првобитно користили наизменично, термин 'фортепијано' сада означава ранији, мањи стил клавира, док се познатији 'пијанофорте' користи за описивање већих инструмената који се приближавају модерним дизајнима од око 1830. године. У 20. и 21. веку, фортепијано је доживео препород као резултат тренда историјски информисаног извођења, па се дела Хајдна, Моцарта, Бетовена и Шуберта сада често свирају на фортепијану. Све више се клавири из раног до средине 19. века, произвођача као што су Плејел, Ерар, Штрајхер и други, користе за рекреацију звучног пејзажа романтичарских композитора попут Шопена, Листа и Брамса.
Многи клавијатуристи који су специјализовани за чембало такође су специјализовани за фортепијано и друге периодске инструменте. Међу познатим клавијатуристима који су познати по свирању на фортепијану су Роналд Браутигам, Стивен Лубин, Ингрид Хеблер, Роберт Левин, Малколм Билсон и Тобијас Кох.

### Виола да гамба
Огромну количину музике за виоле, како за ансамблско тако и за соло извођење, написали су композитори ренесансне и барокне ере, укључујући Дијега Ортиза, Клаудија Монтевердија, Вилијама Берда, Вилијама Лоуза, Хенрија Персела, Господина де Сент-Коломба, Ј.С. Баха, Георга Филипа Телемана, Марена Мареа, Антоана Форкреа и Карла Фридриха Абела.
Од највеће до најмање, породица виола се састоји од:
- виолоне (две величине, контрабас октаву испод баса, и мањи за кварту или квинту изнад, велики бас)
- бас виола (отприлике величине чела)
- тенор виола (отприлике величине гитаре)
- алт виола (нешто мања од тенор виоле)
- требл или дискант виола (отприлике величине виоле)
- pardessus de viole (отприлике величине виолине)

Међу најистакнутијим савременим свирачима виола су Паоло Пандолфо, Сигисвалд и Виланд Којкен, Николаус Арнонкур, Ђорди Саваљ, Џон Хсу и Виторио Гијелми. Постоје многи савремени консорт виола.

### Блок-флаута
Иако је у 19. веку у великој мери замењена концертном флаутом, блок-флаута је доживела препород са ХИП покретом. Арнолд Долмеч је много допринео оживљавању блок-флауте као озбиљног концертног инструмента, реконструишући „консорт блок-флаута (дискант, алт, тенор и бас) све на ниском штиму и засноване на историјским оригиналима”. Хендл и Телеман, обојица познати свирачи блок-флауте, написали су неколико соло дела за овај инструмент. Често, свирачи блок-флауте почињу као флаутисти, а затим се преоријентишу на блок-флауту. Неки од познатих свирача блок-флауте су Франс Бриген, Бартолд Којкен, Михала Петри, Ешли Соломон и Ђовани Антонини.

## Певање
Као и код инструменталне технике, приступ историјски информисаној извођачкој пракси за певаче обликован је музиколошким истраживањима и академском дебатом. Посебно, постојала је дебата о употреби технике вибрата на врхунцу препорода ране музике, а многи заговорници ХИП-а тежили су да елиминишу вибрато у корист „чистог” звука правог тона. Разлика у стилу може се демонстрирати звуком дечачког сопрана у поређењу са звуком оперске певачице као што је Марија Калас. Одређене историјске вокалне технике су добиле на популарности, као што је трило, тремолу слично понављање једне ноте које се користило за орнаментални ефекат у раном бароку. Академско разумевање ових изражајних средстава је, међутим, често субјективно, јер многе вокалне технике о којима су теоретичари писали у 17. и 18. веку имају различита значења у зависности од аутора. Упркос моди правог тона, многи истакнути певачи ране музике користе суптилан, нежан облик вибрата како би додали изражајност свом извођењу.
Неки од певача који су допринели покрету историјски информисаног извођења су Ема Керкби, Макс ван Егмонд, Џулијен Берд, Најџел Роџерс и Дејвид Томас.
Оживљавање интересовања за рану музику, посебно за свету ренесансну полифонију и барокну оперу, подстакло је препород контратенорског гласа. Мушки певачи високог гласа често се бирају уместо женских контраалтова у ХИП оперским продукцијама, делимично као замена за кастрате. Алфред Делер се сматра пиониром модерног препорода контратенорског певања. Водећи савремени извођачи су Џејмс Боуман, Расел Оберлин, Пол Есвуд, Дерек Ли Рејгин, Андреас Шол, Мајкл Ченс, Рене Јакобс, Дејвид Данијелс, Данијел Тејлор, Брајан Асава, Јошиказу Мера, Јакуб Јозеф Орлињски и Филип Жаруски.

## Распоред извођача
Стандардна пракса у вези са распоредом групе извођача, на пример у хору или оркестру, мењала се током времена. Одређивање историјски прикладног распореда певача и инструмената на сцени може бити информисано историјским истраживањима. Поред документарних доказа, музиколози се могу ослонити и на иконографске доказе — савремене слике и цртеже музичара — као примарни извор за историјске информације. Сликовни извори могу открити различите праксе као што су величина ансамбла; положај различитих врста инструмената; њихов положај у односу на хор или клавијатурни инструмент; положај или одсуство диригента; да ли извођачи седе или стоје; и простор за извођење (као што је концертна дворана, дворска одаја, кућа, црква, или на отвореном итд.). Немачки теоретичар Јохан Матезон, у трактату из 1739. године, наводи да певачи треба да стоје испред инструменталиста.
Документована су три главна распореда:
- Круг (ренесанса)
- Хор испред инструмената (17–19. век)
- Певачи и инструменти једни поред других на хорској галерији.

### Галерија
- Ренесансни композитор Орландо ди Ласо диригује камерним ансамблом
- Скица распореда хора и оркестра из 1837. године
- Цртеж концерта из 1890. у Минхену, Немачка
- Хор са инструменталистима, у историјском распореду

## Обнављање раних извођачких пракси

### Интерпретација музичке нотације
Неке од познатих тешкоћа су следеће:
- Рани композитори су често писали користећи исте симболе као и данас, али са другачијим значењем, често зависним од контекста. На пример, оно што је написано као апођатура често је требало да буде дуже или краће од нотиране дужине,[26] а чак и у партитурама касног 19. века постоји неслагање око значења (динамичког и/или агогичког) крешенда и декрешенда.[27]
- Нотација може бити делимична. На пример, трајање нота може бити потпуно изостављено, као у немереним прелидима, комадима написаним без ознака за ритам или метар. Чак и када је нотација свеобухватна, обично су потребне ненотиране промене, као што је ритмичко обликовање пасажа, паузе између секција или додатно арпеђирање акорада. Скраћења и понављања су била уобичајена.
- Музика може бити написана коришћењем алтернативних, немодерних нотација, као што је табулатура. Неке табулатурне нотације су само делимично дешифроване, као што је нотација[28] у рукопису за харфу[29] Роберта ап Хјуа.
- Референтна висина тона раније музике се генерално не може тумачити као иста висина тона која се користи данас.
- Користе се различити системи штимовања (темпераменти). Композитори увек претпостављају да ће извођач изабрати темперамент, и никада га не наводе у партитури.[30]
- У већини ансамблске музике до раног барока, стварни музички инструменти који се користе нису наведени у партитури, и морају их делимично или у потпуности изабрати извођачи. Добро познат пример може се наћи у Монтевердијевом Орфеју, где су индикације о томе које инструменте користити делимичне и ограничене само на критичне делове.[31]
- Питања изговора, која утичу на музичке акценте, преносе се на црквени латински језик, језик на којем је написана велика количина ране вокалне музике. Разлог је тај што се латински обично изговарао користећи гласове и обрасце локалног народног језика.

### Механичка музика
Неке информације о томе како је музика звучала у прошлости могу се добити из савремених механичких инструмената. На пример, холандски Музеј музичких сатова поседује механичке оргуље из 18. века чији је музички програм компоновао и надгледао Јозеф Хајдн.

### Штим и висина тона
До модерног доба, различите референце за штимовање су се користиле на различитим местима. Барокни обоиста Брус Хејнс је опсежно истраживао преживеле дувачке инструменте и чак документовао случај где су виолинисти морали да се прештимају за малу терцу да би свирали у суседним црквама.

### Иконографски докази
Истраживања музиколога се често преклапају са радом историчара уметности; испитивањем слика и цртежа музичара који су били савременици одређене музичке ере, академици могу закључити детаље о тадашњој извођачкој пракси. Осим што приказује распоред оркестра или ансамбла, уметничко дело може открити детаље о савременим техникама свирања, на пример начин држања гудала или амбажуру дувача. Међутим, као што историчар уметности мора да процени уметничко дело, тако и музиколог мора да процени музичке доказе са слике или илустрације у њиховом историјском контексту, узимајући у обзир потенцијалне културне и политичке мотиве уметника и дозвољавајући уметничку слободу. Историјска слика музичара може представити идеализован или чак фиктиван приказ музичких инструмената, и постоји ризик да може довести до историјски дезинформисаног извођења.

## Питања и критике
Мишљења о томе како би уметничке и академске мотивације требало да се преточе у музичко извођење варирају.
Иако је заговарао потребу за покушајем разумевања намера композитора у њиховом историјском контексту, Ралф Керкпатрик истиче ризик коришћења историјског егзотеризма за скривање техничке неспособности: „пречесто се историјска аутентичност може користити као средство за бекство од било каквог потенцијално узнемирујућег поштовања естетских вредности, и од преузимања било какве истинске уметничке одговорности. Одрицање од естетских вредности и уметничких одговорности може створити одређену илузију једноставности у ономе што нам је проток историје представио, избељено као кости на песку времена”.
Научница за рану музику Беверли Џеролд довела је у питање гудачку технику историјски информисаних музичара, наводећи извештаје посетилаца концерата из доба барока који описују готово супротну праксу. Слична критика је упућена и праксама историјски информисаних вокалиста. Неки заговорници препорода ране музике су се дистанцирали од терминологије „аутентичног извођења”. Диригент Џон Елиот Гардинер изразио је мишљење да тај термин може бити „заваравајући”, и изјавио: „Мој ентузијазам за периодске инструменте није антикварски нити у потрази за лажном и недостижном аутентичношћу, већ једноставно као освежавајућа алтернатива стандардним, монохроматским квалитетима симфонијског оркестра.”
Данијел Лич-Вилкинсон признаје да се велики део праксе ХИП-а заснива на изумима: „Историјско истраживање нам може пружити инструменте, а понекад чак и прилично детаљне информације о томе како их користити; али јаз између таквих доказа и звучног извођења је и даље толико велики да се може премостити само великом количином музикалности и инвенције. Тачно колико је потребно лако се може заборавити, управо зато што је примена музичке инвенције толико аутоматска за извођача.” Лич-Вилкинсон закључује да стилови извођења у раној музици „имају исто толико везе са тренутним укусом колико и са тачном репродукцијом.” Недавно је Ендру Снеден сугерисао да су ХИП реконструкције на чвршћем тлу када се приступају у контексту културне егзегезе ере, испитујући не само како су свирали, већ зашто су свирали тако како су свирали, и какво је културно значење уграђено у музику.
У закључку своје студије о оркестарским снимцима с почетка двадесетог века, Роберт Филип наводи да је концепт „оно што звучи укусно сада вероватно је звучало укусно и у ранијим периодима” фундаментална, али погрешна претпоставка која стоји иза већег дела покрета за историјско извођење. Након што је целу књигу посветио испитивању ритма, вибрата и портамента, Филип наводи да заблуда о укусности наводи присталице историјског извођења да насумично бирају оно што им је прихватљиво и да игноришу доказе о извођачкој пракси која се противи модерном укусу.

## Пријем
У својој књизи Естетика музике, британски филозоф Роџер Скрутон написао је да је „ефекат [ХИП-а] често био да се прошлост умота у вату лажне науке, да се музикологија уздигне изнад музике, и да се Бах и његови савременици затворе у акустични временски процеп. Уморан осећај који толико много 'аутентичних' извођења изазива може се упоредити са атмосфером модерног музеја [Дела раних композитора] су распоређена иза стакла аутентичности, гледајући суморно са друге стране непремостивог екрана”. Бројни научници виде ХИП покрет у суштини као изум 20. века. Пишући о часопису Early Music (један од водећих часописа о историјски информисаном извођењу), Питер Хил је приметио: „Сви чланци у Early Music су на различите начине приметили (можда фаталну) ману у позицији 'аутентичности'. То је да је покушај разумевања прошлости у терминима прошлости — парадоксално — апсолутно савремен феномен.”
Један од скептичнијих гласова покрета за историјски информисано извођење био је Ричард Тарускин. Његова теза је да је пракса откривања наводно историјски информисаних пракси заправо пракса 20. века под утицајем модернизма и да, на крају, никада не можемо знати како је музика звучала или како се свирала у претходним вековима. „Оно што смо навикли да сматрамо историјски аутентичним извођењима, почео сам да схватам, не представља нити било какав одредив историјски прототип нити било какво кохерентно оживљавање пракси истовремених са репертоарима којима се баве. Уместо тога, они су отелотворавали читав списак жеља модерних (истичких) вредности, потврђених у академији и на тржишту подједнако еклектичним, опортунистичким читањем историјских доказа.” „'Историјски' извођачи који теже 'да дођу до истине' користећи периодске инструменте и оживљавајући изгубљене технике свирања заправо бирају и пробирају из историјске робе. И то чине на начин који више говори о вредностима касног двадесетог века него о вредностима било које раније ере.”
У својој књизи Имагинарни музеј музичких дела: есеј из филозофије музике, Лидија Гер разматра циљеве и заблуде како заговорника тако и критичара ХИП покрета. Она тврди да је сам ХИП покрет настао током друге половине 19. века као реакција на начин на који су модерне технике биле наметане музици ранијих времена. Тако су се извођачи бавили постизањем „аутентичног” начина извођења музике — идеала који носи импликације за све укључене у музику. Она сажима аргументе касног 20. века у две тачке гледишта, постизање или верности условима извођења, или верности музичком делу.
Она сажето сумира аргументе критичара (на пример, анахронично, селективно приписивање тренутних идеја о извођењу раној музици), али затим закључује да оно што ХИП покрет има да понуди јесте другачији начин гледања и слушања музике: „Он нам држи очи отворене за могућност стварања музике на нове начине под регулацијом нових идеала. Он нам држи очи отворене за инхерентно критичку и ревидирајућу природу наших регулативних концепата. Најважније, помаже нам да превазиђемо ту дубоко укорењену жељу да се држимо најопаснијих веровања, да смо у било ком тренутку наше праксе апсолутно у праву.”